# Mainleus
Mainleus – gmina targowa w Niemczech, w kraju związkowym Bawaria, w rejencji Górna Frankonia, w regionie Oberfranken-Ost, w powiecie Kulmbach. Leży nad połączeniem się Białego Menu i Czerwonego Menu w Men, przy drodze B289 i linii kolejowej Lichtenfels – Hof.
Gmina położona jest 6 km na zachód od Kulmbach, 44 km na południowy zachód od Hof i 14 km na północny zachód od Bayreuth.

## Dzielnice
W skład gminy wchodzą następujące dzielnice: Heinersreuth, Wolpersreuth, Bechtelsreuth, Krötennest, Wüstenbuchau, Buchau, Wernstein, Willmersreuth, Dörfles, Motschenbach, Pöhl, Wüstendorf, Veitlahm, Proß, Eichberg, Fassoldshof, Rothwind, Schwarzholz, Danndorf, Schimmendorf i Schwarzach-Schmeilsdorf.

## Demografia
| Rok  | Liczba mieszk. |
| ---- | -------------- |
| 1970 | 6858           |
| 1987 | 6189           |
| 2000 | 6940           |
| 2006 | 6715           |

## Oświata
(na 1999)

W gminie znajduje się 268 miejsc przedszkolnych (z 279 dziećmi) oraz szkoła podstawowa (30 nauczycieli, 465 uczniów).

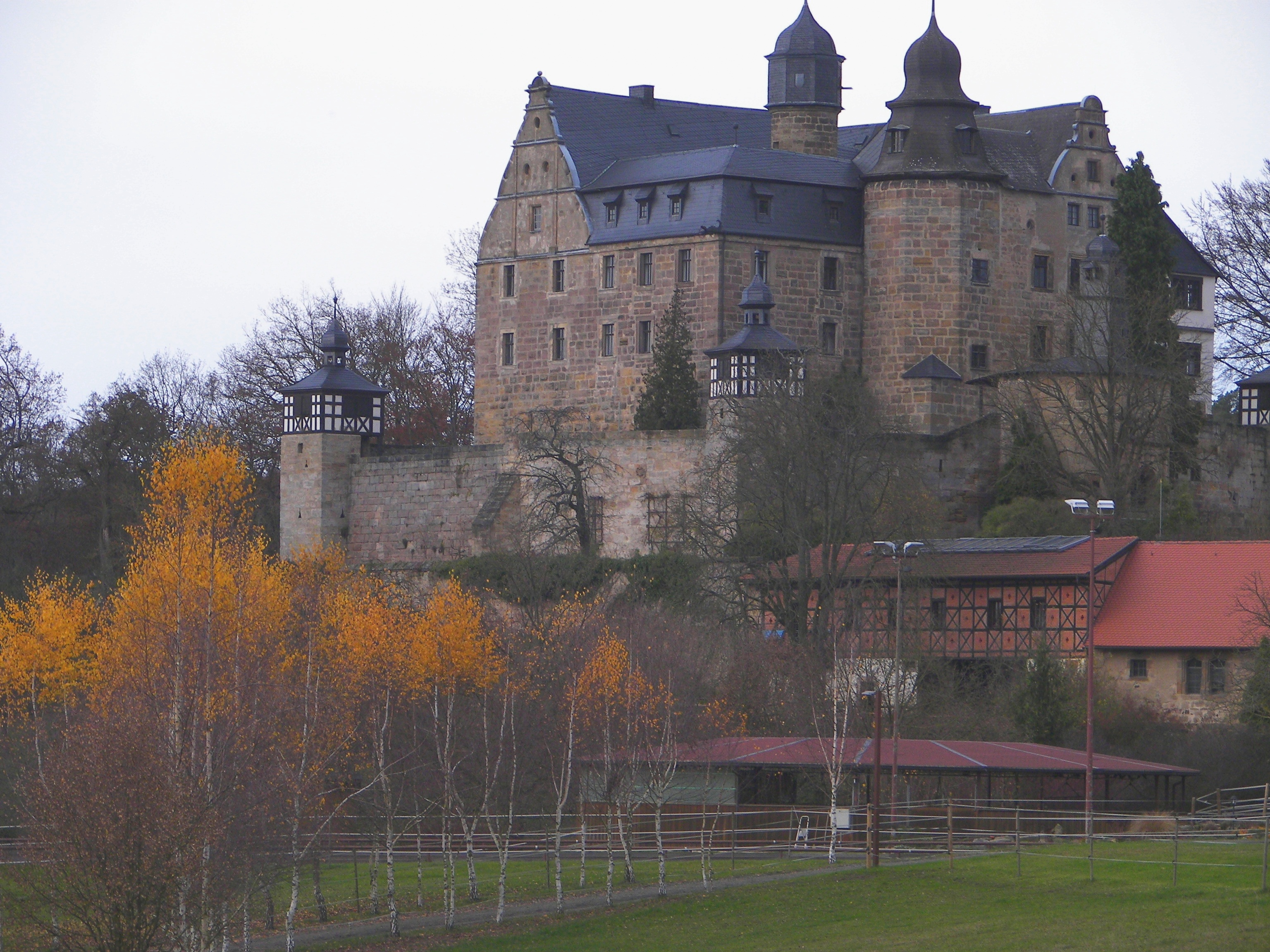
Zamek Wernstein

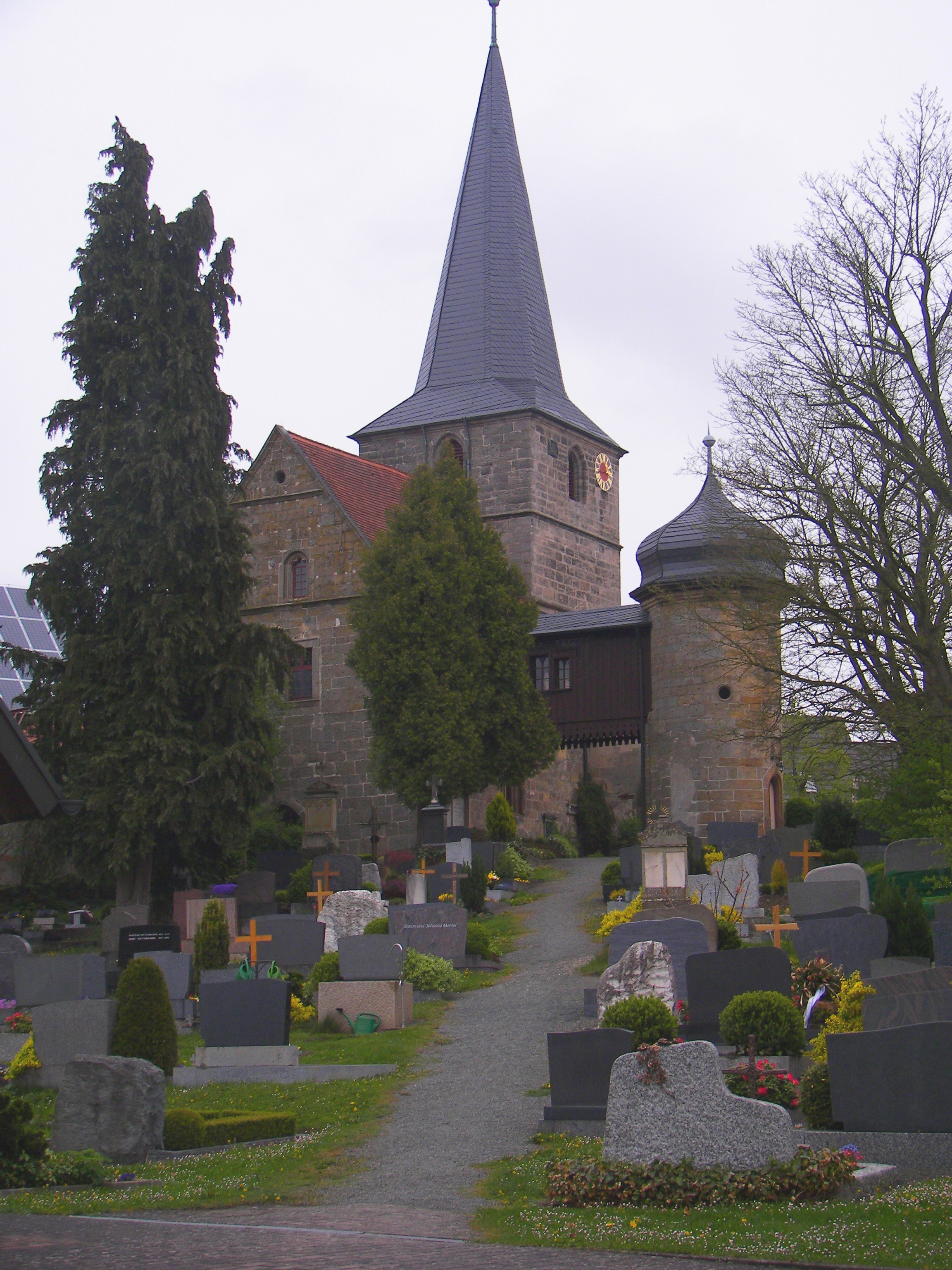
Kościół pw. św. Wita (St. Veit) i cmentarz w dzielnicy Veitlahm

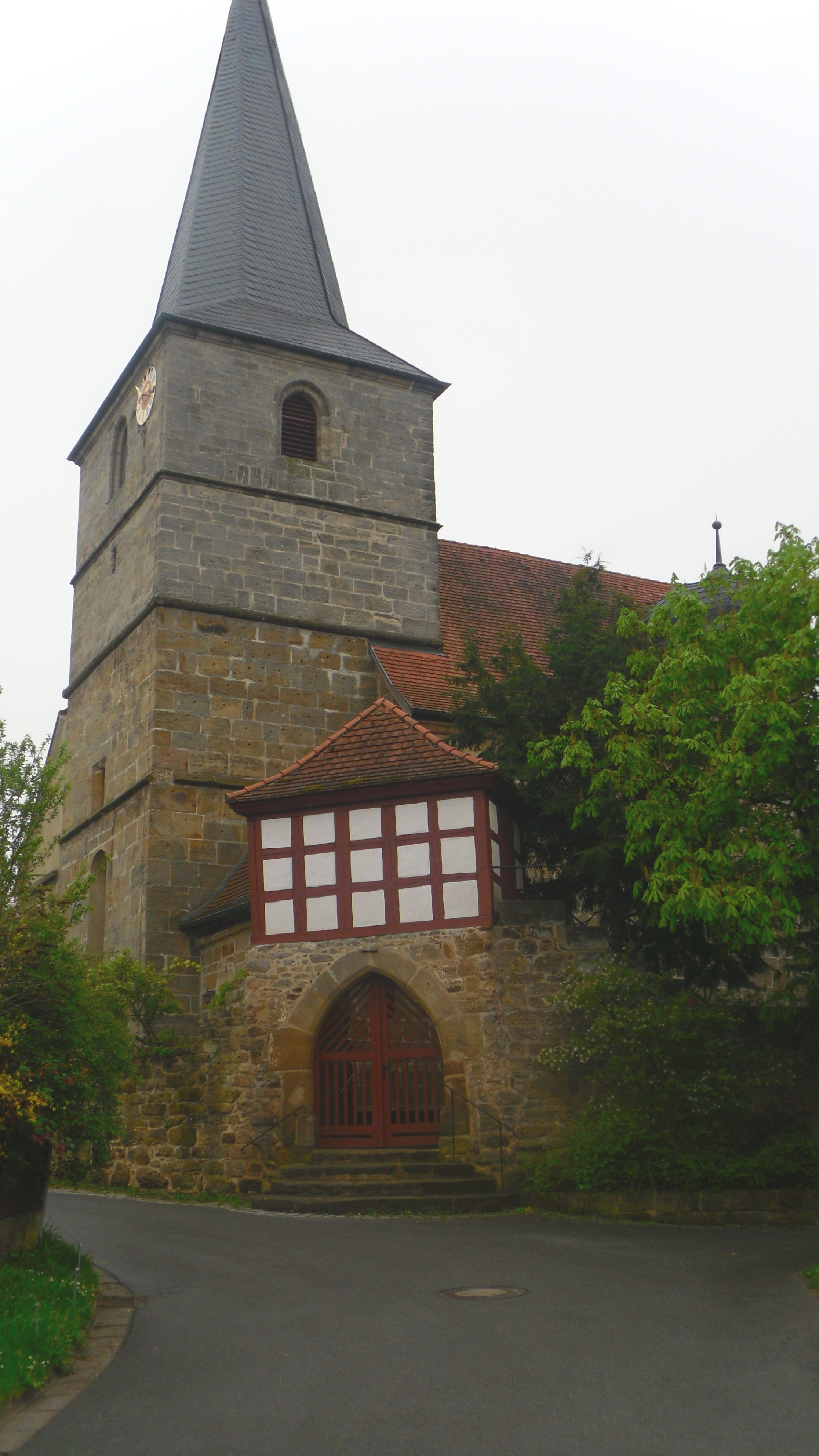
Kościół Veitlahm pw. św. Wita (St. Veit)